# Въведение Богородично (Загоричани)
Вижте пояснителната страница за други значения на Въведение Богородично.
„Въведение Богородично“ (на гръцки: Εισόδεια της Θεοτόκου) е средновековна православна църква, разположена в костурското село Загоричани (Василиада), Егейска Македония, Гърция.

## История
Църквата „Въведение Богодорично“ е основна забележителност на Загоричани. Църквата е голям храм – 24 на 14 метра, разположен в центъра на селото. Изграден е върху основите на по-стара църква и е осветен на 10 май 1861 година, за което свидетелства надпис върху мраморна плоча на южната стена. Църквата е трикорабна, като левият кораб – женското отделение – е посветен на Свети Николай, а десният – на Свети Йоан Богослов. В храма има ценни икони, по-стари от църквата, дело на зографи от Хионадес.
Ктиторският надпис е на гръцки и гласи:
| „ | ΟΥΤΟC Ο ΘΕΙΟC ΚΑΙ ΙΕΡΟC ΝΑΟC ΤΗC ΥΠΕΡΑΓΙΑC ΔΕCΠΟΙΝΗC ΗΜΩΝ ΘΕΟΤΟΚΟΥ ΚΑΙ ΑΕΙΠΑΡΘΕΝΟΥ ΜΑΡΙΑC ΤΩΝ ΕΙCΟΔΙΩΝ ΑΝΗΓΕΡΘΗ ΕΚ ΒΑΘΡΩΝ - ΑΡΧΙΕΡΑΤΕΥΟΝΤΟC ΤΟΥ ΑΓΙΟΥ ΚΑCΤΟΡΙΑC ΚΥΡΙΟΥ ΝΙΚΗΦΟΡΟΥ ΔΙΑ ΔΑΠΑΝΗC ΔΕ ΤΩΝ ΦΙΛΟΚΑΛΩΝ ΑΠΑΝΤΩΝ ΤΕ ΤΩΝ ΕΥCΕΒΩΝ ΚΑΙ ΟΡΘΟΔΟΞΩΝ ΧΡΙCΤΙΑΝΩΝ ΤΗC ΧΩΡΑC ΖΑΓΟΡΙΤCΑΝΗC ΑΙΩΝΙΑ Η ΜΝΗΜΗ ΥΠΟ ΜΑCΤΟΡ ΖΙΩΠΑΝΙΩΤΕC 1861 ΜΑΙΟΥ 10 Този Божий и свети храм на Въведението на Нашата Пресвета Владичица Богородица и Вечна Дева Мария, бе издигнат из основи - по времето на Светия Костурски Никифор и с разходите на всички благочестиви, добри и православни християни от селото Загоричани за во веки веков и памет от майстори жупанци, 1861 г., 10 май | “ |

- Икони
- „Света Варвара“, 1888 г.
- „Иисус Христос с кръста“, 1888 г.
- „Благовещение Богородично“, XIX век
- „Преображение Господне“, XIX век
- „Света Параскева и Света Матрона“, XIX век
- „Слизане в Ада“, XIX век